# Jack Wolfgang
Jack Wolfgang est une série de bande dessinée d’espionnage belge dessinée par Henri Reculé, écrite par Stephen Desberg et coloriée par Kattrin, éditée par Le Lombard dans la collection « Hors collection » depuis 2017. Elle représente des personnages humains et anthropomorphiques.

## Description

### Résumé
Fruit d'une longue évolution depuis le Moyen Âge, les hommes et les animaux ont appris à vivre ensemble et à parler une langue commune, les herbivores et les carnivores ayant appris à ne plus se manger grâce à l’invention du Qwat — formule secrète du super méga tofu et de la poudre miracle. Jack Wolfgang est un loup, un agent de CIA avec la couverture d'un célèbre critique gastronomique…

### Personnages
Jack WolfgangUn loup, un agent américain de CIA avec la couverture d'un célèbre critique gastronomique pour Times et New Yorker.
Antoinette LavauxUne panthère, police française de la brigade des stupéfiants française.

### Clin d'œil
Sur la page 3 du tome 2, Jack Wolfgang croise deux personnages, une lapine et un renard avec une chemise verte, référence à Zootopie, film de Disney avec des animaux anthropomorphe.

## Analyse
L’idée du concept revient à la question de l’épouse de Stephen Desberg : « Pourquoi ne créeriez-vous pas une série avec des animaux ? », ce dernier a, par la suite, en tête un thriller plutôt qu’un polar animalier tel Blacksad : l’univers, à l’origine se voyait sombre, et le personnage Jack Wolfgang était un jeune loup, manipulé par la CIA, « mais ce n’était pas très logique, et comment faire agir un loup dans une société humaine ? », avoue l’auteur. Il en parle donc, en juillet 2015, avec son ami et collaborateur de toujours Henri Reculé, « enthousiasmé », optant pour « une société dans laquelle humains et animaux pourraient se côtoyer (…) dans un monde moderne et assez réaliste ». Après plusieurs versions, le scénario est définitivement transmis en février 2016.

## Postérité
Critiques
Le premier album est dans l'ensemble plutôt bien accueilli, les critiques retenant « du glamour et aussi pas mal d'humour pour un thriller haletant », « une grande originalité, le scénario de Stephen Desberg déjoue avec habilité la comparaison avec Blacksad (…) Henri Reculé propose des pages efficaces et vivantes, même si l’on peut le préférer dans des séries purement réalistes, comme Cassio », même si certaines font le parallèle avec Blacksad et regrettent que « ce premier tome de Jack Wolfgang ne manque pas de bonnes idées mais manque malheureusement de lien entre les événements », en retenant cependant que « si l’enquête n’arrive pas au niveau de celles de Blacksad, elle reste néanmoins très réussie et plaisante. Côté dessins, même topo. Si Henri Reculé offre un travail de grande qualité, il n’atteint jamais celui de Juanjo Guarnido, comparaison inévitable à la lecture de cet univers assez proche. Ça reste tout de même du bon boulot sur le plan de la fluidité, des scènes d’action ou encore des ambiances ».
Le second est « tout autant bien ficelé que le premier. Jack, et ses auteurs, a trouvé ses marques, sa désinvolture très Sean Connery dans 007. Quelques clins d’œil avec un pigeon pilote échappé de Bernard et Bianca. De l’humour et un méchant piaf qui déstabilise même un certain Oncle Picsou. Une belle entourloupe financière (…). Bien fait, sans complications, un bon moment de détente sur une œuvre travaillée » et « très agréable à lire. Et par rapport au tome 1, on ressent un peu moins l’ombre de Blacksad planer au-dessus de la série. (…) Dans le registre, il n'est pas facile de passer derrière Blacksad et pourtant Jack Wolfgang y parvient un peu mieux avec ce second album »

## Publications

### Albums
- 1 L'Entrée du loup, Le Lombard, juin 2017
Scénario : Stephen Desberg - Dessin : Henri Reculé - Couleurs : Kattrin - (ISBN 978-2-8036-7040-6)
- 2 Le Nobel du pigeon, Le Lombard, juin 2018
Scénario : Stephen Desberg - Dessin : Henri Reculé - Couleurs : Kattrin - (ISBN 978-2-8036-7207-3)
- 3 Un amour de panthère, Le Lombard, juin 2019
Scénario : Stephen Desberg - Dessin : Henri Reculé - Couleurs : Kattrin - (ISBN 978-2-8036-7308-7)

### Tirage de tête
- Jack Wolfgang, Khani, 2017, 80 pages (150 exemplaires numérotés et signés, avec deux ex-libris)[8]
Scénario : Stephen Desberg - Dessin : Henri Reculé

### Documentation
- Desberg et Reculé : Jack Wolfgang, un joyeux et bon mélange de genres (interview de Jean-Laurent Truc de Ligne claire, 13 juin 2017)
- Henri Reculé danse avec le loup (interview d’Alexis Seny de Branchés culture, 15 novembre 2017)